# Jacques Castelot
Jacques Castelot (11 de julio de 1914 – 25 de agosto de 1989) fue un actor teatral, cinematográfico y televisivo francés.

## Biografía
Su verdadero nombre era Jacques Marie Paul Éloi Storms, y nació en Amberes, Bélgica. Sus padres eran Paul Éloi Storms y la poetisa Gabrielle Castelot, y su hermano el historiador André Castelot. 
En 1940 se casó con la actriz Héléna Bossis, futura directora del Teatro Antoine, divorciándose ambos en 1945.
Castelot actuó en más de 80 filmes entre 1937 y 1988, interpretando a menudo papeles de aristócrata. Como actor teatral, destacan sus interpretaciones en Las manos sucias, de Jean-Paul Sartre, y en Ardèle ou la Marguerite, de Jean Anouilh.
Jacqujes Castelot falleció en 1989 en Saint-Cloud.

## Teatro
- 1938 : Septembre, de Constance Coline, escenografía de René Rocher, Théâtre du Vieux-Colombier
- 1941 : La Nuit de printemps, de Pierre Ducrocq, escenografía del autor, Teatro Saint-Georges
- 1942 : La Princesse des Ursins, de Simone Jolivet, escenografía de Charles Dullin, Teatro de la Ville
- 1945, 1946 : Dangerous Corner, de J. B. Priestley, escenografía de Raymond Rouleau, Teatro de l'Œuvre
- 1948 : Las manos sucias, de Jean-Paul Sartre, escenografía de Pierre Valde, Teatro Antoine
- 1948 : Ardèle ou la Marguerite, de Jean Anouilh, escenografía de Roland Piétri, Comédie des Champs-Elysées
- 1949 : La Demoiselle de petite vertu, de Marcel Achard, escenografía de Claude Sainval, Comédie des Champs-Elysées
- 1950 : Victor, de Henry Bernstein, escenografía del autor, Teatro des Ambassadeurs
- 1951 : Siegfried, de Jean Giraudoux, escenografía de Claude Sainval, Comédie des Champs-Elysées
- 1955 : Lady 213, de Jean Guitton, escenografía de Georges Vitaly, Teatro de la Madeleine
- 1956 : L'Ombre, de Julien Green, escenografía de Jean Meyer, Teatro Antoine
- 1960 : Carlota de Miguel Mihura, escenografía de Jacques Mauclair, Teatro Edouard VII
- 1961 : El misántropo, de Molière, escenografía de Jean Meyer, Teatro du Palais-Royal
- 1968 : La Moitié du plaisir, de Steve Passeur, Jean Serge y Robert Chazal, escenografía de Robert Hossein, Teatro Antoine
- 1969 : Le Misanthrope, de Molière, escenografía de Jean Meyer, Teatro des Célestins
- 1970 : La neige était sale, de Georges Simenon, escenografía de Robert Hossein a partir de la de Raymond Rouleau, Teatro des Célestins
- 1971 : Crimen y castigo, de Fiódor Dostoyevski, escenografía de Robert Hossein, Reims
- 1972 : La Prison, a partir de Georges Simenon, escenografía de Robert Hossein, Reims
- 1973 : Le Voyageur sans bagage, de Jean Anouilh, escenografía de Nicole Anouilh, Teatro des Mathurins
- 1976 : Chers zoiseaux, de Jean Anouilh, escenografía de Jean Anouilh y Roland Piétri, Comédie des Champs-Élysées
- 1977 : La Magouille ou la Cuisine française, de Pierre-Aristide Bréal, escenografía de Jacques Fabbri, Teatro de l'Œuvre
- 1978 : Hôtel particulier, de Pierre Chesnot, escenografía de Raymond Rouleau, Teatro de París
- 1980 : Une drôle de vie, de Brian Clark, escenografía de Michel Fagadau, Teatro Antoine y Teatro des Célestins
- 1982 : La Pattemouille, de Michel Lengliney, escenografía de Jean-Claude Islert, Teatro de la Michodière
- 1983 : Les Serpents de pluie, de Per Olov Enquist, escenografía de Lone Bastholm, Teatro de la Madeleine
- 1984 : Léocadia, de Jean Anouilh, escenografía de Pierre Boutron, Comédie des Champs-Élysées

## Filmografía

### Cine
| - 1938 : La Marseillaise, de Jean Renoir - 1940 : Cavalcade d'amour, de Raymond Bernard - 1942 : Monsieur de Lourdines, de Pierre de Hérain - 1942 : Le Voyageur de la Toussaint, de Louis Daquin - 1943 : Les Enfants du paradis, de Marcel Carné - 1943 : L'Île d'amour, de Maurice Cam - 1943 : La Malibran, de Sacha Guitry - 1945 : Paméla, de Pierre de Hérain - 1947 : Pour une nuit d'amour, de Edmond T. Gréville - 1947 : Capitaine Blomet, de Andrée Feix - 1947 : Le Mannequin assassiné, de Pierre de Hérain - 1947 : Route sans issue, de Jean Stelli - 1948 : Les Condamnés, de Georges Lacombe - 1948 : Cartouche, roi de Paris, de Guillaume Radot - 1948 : Impasse des Deux-Anges, de Maurice Tourneur - 1948 : Marlène, de Pierre de Hérain - 1949 : Le Grand Rendez-vous, de Jean Dréville - 1949 : Maya, de Raymond Bernard - 1949 : La Valse de Paris, de Marcel Achard - 1950 : Justicia cumplida (Justice est faite), de André Cayatte - 1950 : Pas de pitié pour les femmes, de Christian Stengel - 1950 : Les Petites Cardinal, de Gilles Grangier - 1951 : Topaze, de Marcel Pagnol - 1951 : Les Mains sales, de Fernand Rivers - 1951 : La Plus Belle Fille du monde, de Christian Stengel - 1951 : La Vérité sur Bébé Donge, de Henri Decoin - 1951 : Victor, de Claude Heymann - 1951 : Le Chevalier sans loi, de Mario Soldati - 1952 : Les amours finissent à l'aube, de Henri Calef - 1952 : Le Fruit défendu, de Henri Verneuil - 1952 : Mon mari est merveilleux, de André Hunebelle - 1953 : Avant le déluge, de André Cayatte - 1953 : L'Aventurière du Tchad, de Willy Rozier - 1953 : Les Révoltés de Lomanach, de Richard Pottier - 1953 : L'Envers du paradis, de Edmond T. Gréville - 1954 : La canción del penal, de Jean Sacha - 1954 : Les femmes s'en balancent, de Bernard Borderie - 1954 : Obsession, de Jean Delannoy - 1954 : Casta diva, de Carmine Gallone - 1954 : Paris, corto de Henri Calef (narrador) - 1954 : Le Comte de Monte-Cristo, de Robert Vernay | - 1954 : Le due orfanelle, de Giacomo Gentilomo - 1955 : Nana, de Christian-Jaque - 1955 : Soupçons, de Pierre Billon - 1955 : Les Aventures de Gil Blas de Santillane, de René Jolivet - 1955 : Rencontre à Paris, de Georges Lampin - 1956 : Folies Bergère, de Henri Decoin - 1956 : C'est une fille de Paname, de Henri Lepage - 1956 : Gli amori di Manon Lascaut, de Mario Costa - 1957 : Ces dames préfèrent le mambo, de Bernard Borderie - 1957 : La Garçonne, de Jacqueline Audry - 1957 : Le Souffle du désir, de Henri Lepage - 1957 : I misteri di Parigi, de Fernando Cerchio - 1959 : Les Bateliers de la Volga, de Victor Tourjansky - 1959 : Le Secret du chevalier d'Eon, de Jacqueline Audry - 1959 : Austerlitz, de Abel Gance - 1959 : Le Baron de l'écluse, de Jean Delannoy - 1959 : Marie des Isles, de Georges Combret - 1960 : Dans l'eau qui fait des bulles, de Maurice Delbez - 1960 : La mort n'est pas à vendre, de André Desreumeaux - 1960 : Sapho vernere di Lesbo]], de Pietro Francisci - 1961 : La Fayette, de Jean Dréville - 1962 : Hardi Pardaillan, de Bernard Borderie - 1962 : Comment épouser un premier ministre, de Michel Boisrond - 1963 : Les Gros Bras, de Francis Rigaud - 1963 : Du grabuge chez les veuves, de Jacques Poitrenaud - 1964 : Angélique, marquise des anges, de Bernard Borderie - 1964 : Le due orfanelle, de Riccardo Freda - 1965 : Des roses rouges pour Angélique, de Steno - 1965 : La Seconde Vérité, de Christian-Jaque - 1966 : Brigade antigangs, de Bernard Borderie - 1969 : Maldonne, de Sergio Gobbi - 1969 : Le Temps des loups, de Sergio Gobbi - 1969 : La battaglia del deserto, de Mino Loy - 1970 : Un beau monstre, de Sergio Gobbi - 1970 : Point de chute, de Robert Hossein - 1970 : Sapho ou la Fureur d'aimer, de Georges Farrel - 1970 : Vertige pour un tueur, de Jean-Pierre Desagnat - 1972 : Décembre, de Mohammed Lakhdar-Hamina - 1972 : Absences répétées, de Guy Gilles - 1980 : La Mer couleur de larmes, de Serge de Sienne |

### Televisión
- 1960 : L'Assassinat du duc de Guise, de Guy Lessertisseur
- 1972 : Les Évasions célèbres: Le Joueur d'échecs, de Christian-Jaque
- 1972 : Au théâtre ce soir: Les Français à Moscou, de Pol Quentin, escenografía de Michel Roux, dirección Georges Folgoas, Teatro Marigny
- 1974 : Au théâtre ce soir: La Moitié du plaisir, de Steve Passeur, Jean Serge y Robert Chazal, escenografía de Francis Morane, dirección Georges Folgoas, Teatro Marigny
- 1975 : Les Enquêtes du commissaire Maigret: Maigret a peur, de Jean Kerchbron
- 1978 : Zola ou la Conscience humaine, de Stellio Lorenzi
- 1979 : Au théâtre ce soir: La Magouille, de Pierre-Aristide Bréal, escenografía de Jacques Fabbri, dirección Pierre Sabbagh, Teatro Marigny